# Chicken Tonight
Chicken Tonight is een merk dat oorspronkelijk eigendom was van Unilever. Het werd in 1992 gelanceerd in de Verenigde Staten en een jaar later in het Verenigd Koninkrijk en Australië. Het merk biedt verschillende sauzen die worden toegevoegd aan stukjes kip. Hoewel het product in de Verenigde Staten niet succesvol was en snel verdween, is het nog steeds populair in Australië, Nederland en het Verenigd Koninkrijk. In het Verenigd Koninkrijk was onder andere Ian Wright te zien in reclames voor Chicken Tonight. De productie van Chicken Tonight vond tot eind 2008 plaats in Nieuw-Loosdrecht.
In september 2019 werd bekend dat de Zwanenberg Food Group het merk Chicken Tonight overnam van Unilever. Zwanenberg produceerde het product al sinds 2017 in een fabriek in Oss, die in dat jaar was overgenomen van Unilever. Met de overname in 2019 kreeg Zwanenberg ook de marketing en verkoop van het merk in handen. Jaarlijks worden er naar schatting zes miljoen potten verkocht.
In 2020 lanceerde Chicken Tonight een nieuwe campagne, ditmaal zonder kip als ingrediënt. De campagne, ontwikkeld door Alfred International, speelde in op nostalgie door de bekende jingle ‘I feel like Chicken Tonight, like Chicken Tonight’ te combineren met een parodie op de Jerry Springer Show, genaamd Terry Stinger.